# 미국살무사
미국살무사는 뱀목 살무사과의 파충류이다.

## 특징

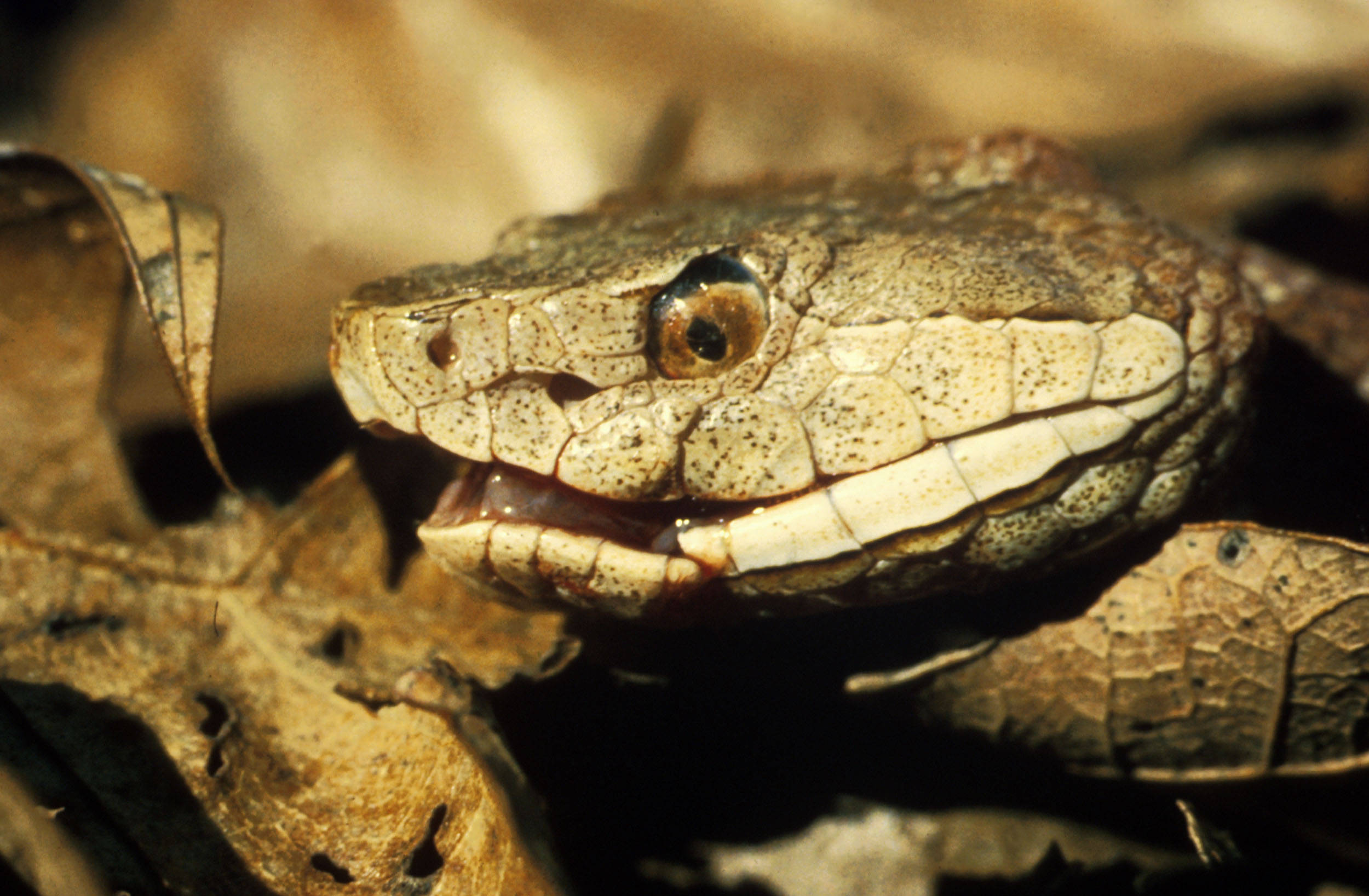

성체의 평균 몸길이는 50-95cm로 성장한다. 일부는 1m를 초과할 수 있다. 수컷은 일반적으로 암컷보다 크다.